# Lovesc, deci exist!
Lovesc, deci exist! este un film românesc din 2017 regizat de Marius Theodor Barna.